# 55P/Tempel-Tuttle
55P/Tempel-Tuttle, komet Halleyjeve vrste, objekt blizu Zemlji.
Roditeljsko je tijelo meteroskog pljuska Leonida. Godine 1699. promatrao ga je Gottfried Kirch ali nije priznat kao periodični komet sve to Tempelovog i Tuttleovog otkrića tijekom perihela 1866. godine. Godine 1933. S. Kanda deducirao je da je komet iz 1366. Tempel–Tuttle, što je potvrdio Joachim Schubart 1965. godine. 26. listopada 1366. godine komet je prošao 0,0229 AJ (3,430 milijuna km) od Zemlje.
Putanja kometa 55P/Tempel–Tuttle skoro točno presijeca Zemljinu putanju, stoga potoci materijala otpala s kometa tijekom prolaza perihela ne moraju se vremenim raspršiti da bi naišli na Zemlju. Komet trenutno ima Zemljin MOID od 0,008 AJ (1,2 milijuna km). Ova podudarnost znači da potoci materijala s kometa na perihelu su još uvijek gusti kad susretnu Zemlju, čiji je ishod 33-godišnji ciklus Leonidskih meteorskih oluja. Primjerice studenoga 2009. Zemlja je prošla kroz meteore zaostale iza orbita, uglavnom onih iz 1466. i 1533. godine.
Veljače 2016. za dva je bolida koja je otkrila Nasina All-Sky Fireball Network izračunato da su im orbite konzistentne s onim od kometa 55P, premda s čvorom 100 stupnjeva manjih od 55P. Razlog ovomu tek treba otkriti. 
Za 55P/Tempel–Tuttle se procijenilo da mu je jezgra mase 1,2·1013 kg i promjera 1,8 km te "potočni" dio mase 5·1012 kg.

## Vanjske poveznice
- Kronkova kometografija  (eng.)